# All the Most
All The Most — российская брейкинг-команда, созданная в 2001 году.
Изначальное название Almost (пер. с англ.: Почти), так как в состав команды входило лишь два человека: Bboy Yan (Yan The Shrimp) и Bboy Слава.
Первое выступление команды состоялось летом 2001 года на отборочном туре РФ и стран СНГ на международный Брейкинг баттл Battle of the Year. Участники команды выступали совместно с командой Aliens crew из города Зеленограда и заняли на баттле 3-е место.
Команда дважды становилась чемнионом Мира (2012;2016 года)
С течением времени состав команды менялся. В ней успели побывать такие легендарные российские Би-бои как: Назим, Паша Мочалка, ТолчРок, Марк Борода, Дирол, Андрофролл, Руслан — яркие представители своих стилей. Таким образом команда переименовалась в All The Most, что обозначает «Все самые (лучшие)».
Руслан после участия в All The Most начал карьеру артиста в группе Банд’Эрос.
Сейчас команда состоит из нескольких филиалов, в которых более пятидесяти человек: Ян (Yan The Shrimp) Андрей (Масса), Сергей (БочРок), Андрей (ФТ), Илья (Crash).
Помимо брейкинга, участники команды занимаются и другими направлениями хип-хоп культуры:
Ян является популярным Funk диджеем, Андрей Масса выступает в составе рэп-группы DCMC, а ФТ представляет международную Uprock/rock Dance  (англ.) команду Dynasty Rockers.
За время существования команда отстаивала честь России на международных баттлах в США, Польше, Южной Корее, Франции, Германии, Швеции, Швейцарии, Бельгии, Китае и других странах.

## Победы команды и её участников
- 1-е место — «TOP 10», 2002 (Десятка лучших танцоров России) Россия, Москва;
- 1-е место — фестиваль «Hip-Hop Fight», 2002, Россия, Москва
- 2-е, 3-е место — Чемпионат России «OPEN», 2002 и 2003, Россия, Москва
- 2-е место — Чемпионат Лучших танцоров России «Финал трёх», 2002, Россия, Москва
- 1-е место — «Второй Московский Фестиваль по Брейкингу», 2002, Россия, Москва
- 1-е место — Фестивали «МК баттл», экстрим площадка, 2002 и 2002, Россия, Москва
- 1-е место — «Banana Mama»,2002 и 2003, Россия, Москва
- 1-е место — «Freestyle Session Russia»2004, Россия, Стерлитамак
- 2-е место — «BOTY Russia»2004, Россия, СОЧИ
- 2-е место — «Freestyle Session Russia»2006, Россия, Москва
- 1-е место — международная битва «Floor Wars», 2005, Дания, Копенгаген
- 3-е место — международная битва «Break Dance Session» 2006, Польша, Влоцлавек
- 2-е место — международная битва 1х1 «Otlaws» Италия
- 2-е место — международная битва "HipOpsession" 2008, Франция, Нант
- Победитель (1 место) — международная битва «Bonnie & Clyde» 2009, США, Нью-Йорк
- 1-е место — международная битва «Breakowistko» 2010, Польша, Быдгощ
- 1-е место — международная битва «Your Move», 2010, Польша
- 1-е место — Всероссийский фестиваль Хип Хопа «GOLDEN FOOT 3» 27.06.2010, Россия, Красногорск
- Специальный приз за лучшую битву на международном фестивале «Bboy World Classics» 17.07.2010, Голландия.
- 1-е место — Всероссийский Баттл — «Битва 3-х столиц», 2011
- 1-е место — Международная битва Down Under, Швеция, Готенбург.
- 1-е место — Международный Баттл в Бельгии LCB
- 1-е место — Footwork на международной битве по Брейкингу в Китае
- 2-е место — Freestyle Session США

В 2005 году команда приняла участие в концерте, посвящённом празднованию 80-летия легендарной российской балерины Майи Плисецкой, прошедшем в Кремлёвском дворце.
В 2010 году All The Most организовали две школы танцев: Школу Брейк-данса «All The Most» Архивная копия от 22 декабря 2011 на Wayback Machine и Школу современных танцев «Джем-центр» Архивная копия от 27 декабря 2011 на Wayback Machine. С 2015 год Джем-центр прекратил свое существование,  школа All The Most активно действует.
В 2011 году Ян (Yan the Shrimp) принял участие в крупнейшем и одном из наиболее престижных соло-баттлов мира Red Bull BC One.
Годом ранее он же принял участие в одной из первых мировых театральных постановок, основанной на брейкинге и других стилях современных танцев в Польше